# Аботур
Аботур (церк.-слав. Аботуръ) — древнерусское мужское имя, означающее побарывающий; богатырь, первый богатырь. Первое упоминание в 1495 году во II томе Писцовых книг Новгородской пятины, где Аботур — холоп в Черенчиньском погосте.
В актах, выданных Федотовым-Чеховским в 1537 году упоминается Федот Оботур Вахромеев сын, старожилец Троицкого монастыря.